# Río Semeni
El río Semeni (también: Seman o Semani; latín Apsus; turco Ergent) es un corto río costero del Occidente de Albania. Nace en la frontera de Macedonia. Se forma en la confluencia de los ríos Osum (161 km) y Devoll (196 km), unos pocos kilómetros al noroeste de Kuçovë. Fluye hacia occidente a través de Fier-Shegan y Mbrostar (cerca de Fier). Desemboca en el mar Adriático cerca de Topojë, al norte de Apolonia. En las fuentes clásicas a este río de lo que era la Iliria meridional se le llamaba Apso. 